# Schilderhuis

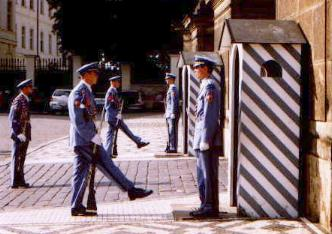
Aflossing van de wacht

Een schilderhuis, ook wel wachthuisje, is een klein huisje, groot genoeg om een man te kunnen bevatten dat dient tot de beschutting van een schildwacht bij hevige regen. Een schilderhuisje kan van planken zijn vervaardigd, maar ook gemetseld zijn in torens, muren, bruggen, of bijvoorbeeld in de uitspringende hoeken van een bastion.

## Geschiedenis
Etymologie: schilderen is het bedrijvend werkwoord van "op schildwacht staan" het woord is waarschijnlijk afgeleid van het schild dat een wachter bij zich droeg tijdens het waarnemen. "Ik heb geschilderd" (Ik heb op wacht gestaan); "Laat me daar niet staan schilderen" (Laat me niet te lang op je wachten, Belgisch Limburg). Het huisje waarin de wachter kon schuilen werd om die reden schilderhuis genoemd. Doorgaans mocht een schildwacht alleen bij zeer ongunstig weer in het schilderhuis schuilen. Voor het brengen van eerbewijzen en bij het naderen van aflossing, patrouilles of verdachte personen moest hij het schilderhuis tijdig verlaten. Met name de houten schilderhuisjes zijn in de regel in opvallende kleuren geverfd. Oorspronkelijk werden ze geverfd in de wapenkleuren of landskleuren zoals zwart-wit voor Pruisen, of rood-wit voor de Hanzesteden.